# Lurch
Lurch (conocido como Largo en Hispanoamérica) es un personaje de la franquicia The Addams Family creado por Charles Addams para The New Yorker en la década de 1930 y se asemeja al monstruo de Frankenstein.

## Descripción
Lurch es el mayordomo de la Familia Addams, aunque es más que un simple empleado en parte debido al gran aprecio que siente por toda la familia, el cual es recíproco. Gomez asegura que Lurch es como parte de la familia. Lurch tiene un aspecto macabro, es muy alto, tosco y lento. Aunque puede hablar perfectamente muy a menudo expresa gruñidos y murmullos. Se le llama por medio de una horca que hace sonar un gong que estremece toda la casa y aparece de inmediato (algo curioso dada la lentitud que muestra) diciendo "¿Llamó usted?". Lurch parece compartir completamente todos los gustos estéticos y preferencias extrañas de los Addams y es completamente afín a su conducta excéntrica. 
No se conoce nada de su historial, salvo que tiene una madre que lo visita en una ocasión y que parece ser una señora perfectamente normal salvo porque comparte los gustos de los Addams. Tiene una estrecha relación con los niños de la familia Addams, Pugsley y Wednesday, considerándole su mejor amigo. Tiene la labor de cuidar de los niños y llevarlos a la escuela por lo que, además de mayordomo es niñero. Parece tener una fuerza sobrehumana. Se puso celoso cuando la familia consiguió un robot que hacía sus labores. Toca muy bien el clavecín.

## En otros medios

### Televisión

#### Acción en vivo
Lurch aparece en La familia Addams, interpretado por Ted Cassidy. Él es físicamente imponente y toca un clavicordio que estuvo originalmente en la familia de Cousin Crimp durante 400 años.
Cassidy hizo un cameo como Lurch en el episodio de Batman, "The Penguin's Nest". Mientras Batman y Robin escalan la pared del restaurante Penguin, el tema de la Familia Addams se escucha en el fondo. Lurch asoma la cabeza por la ventana, ve a Batman y Robin, y comenta que le dieron un buen comienzo. Batman le dice a Lurch que puede regresar a su clavecín cuando Robin declara que están en asuntos oficiales.
Lurch aparece en The New Addams Family interpretado por John DeSantis.

#### Animación
Ted Cassidy repitió su papel de Lurch en el episodio de Las nuevas películas de Scooby-Doo,  "Wednesday is Missing". Él es quien encuentra Mystery Machine de Mystery Inc. atrapado en el lodo fuera de la casa de la familia Addams y los lleva adentro donde Gomez y Morticia los contratan para ser los encargados del hogar mientras están lejos en el pantano de Okefenokee. Al final del episodio, Lurch ayuda a Mystery Machine a salir del barro.
Ted Cassidy repitió su papel de Lurch en la adaptación de dibujos animados de 1973 de The Addams Family.
Lurch aparece en la adaptación de la década de 1990 de The Addams Family, con la voz de Jim Cummings. Se muestra que esta versión tiene piel azul. El episodio "Girlfriendstein" da el tamaño del zapato de Lurch como 27QQQQ.

### Película
Lurch aparece en la adaptación cinematográfica de 1990 de La familia Addams retratado por Carel Struycken. Se le ve ayudando a Morticia revisando el armario del difunto tío Knick-Knack. Lurch estaba presente cuando Abigail Craven trae a su hijo Gordon disfrazado como el tío Fester perdido hace mucho tiempo a la mansión de la familia Addams. Cuando Tully Alford convence al juez George Womack para que le otorgue la propiedad de la casa al tío Fester y tenga una orden de restricción que provoque el desalojo del resto de la familia, Lurch se une al resto de la familia para mudarse a un hotel. Siete meses después, después de que Craven y Alford son derrotados, Lurch abre la puerta en Halloween, donde involuntariamente ahuyenta el truco o los tratadores. Al final de la película, se une a la familia Addams para interpretar "Wake the Dead", donde trabajan para despertar a los zombis de los parientes muertos.
Lurch aparece en la secuela Addams Family Values retratada nuevamente por Struycken. Estaba presente en el hospital cuando Morticia da a luz a Pubert Addams. En una de las conspiraciones de Wednesday y de Pugsley para deshacerse de Pubert, lo arrojan a él y a una bola de boliche del techo donde Pubert cae en los brazos de Gómez y la bola de boliche golpea a Lurch en la cabeza donde no fue noqueado en el momento en que estaba regar las plantas. Cuando Debbie Jellinsky planea matar a la familia, Lurch estaba entre los atados a la silla eléctrica. Al final de la película, Lurch interpreta "Feliz cumpleaños" en el clavicordio para la primera fiesta de cumpleaños de Pubert.
Lurch aparece en Addams Family Reunion retratado nuevamente por Struycken.
Lurch aparece en la adaptación cinematográfica de 2019 de La familia Addams con la voz de Conrad Vernon. Esta versión es un paciente mental escapado que Gómez, Morticia y Thing lo  golpearon con su auto. Cuando Lurch se recupera, Gómez y Morticia lo acogen como su mayordomo. El asilo abandonado en el que vivía Lurch se convierte en el hogar de la familia Addams.

### Musical
Lurch aparece en el escenario la adaptación musical de The Addams Family interpretado por Zachary James en la producción original de Broadway, Tom Corbeil en la producción de la gira nacional de EE. UU. y Laughlin Grace en otras producciones de la gira. Él está presente durante una reunión de la familia Addams y sus familiares, ya sea que estén muertos, vivos o indecisos. Lurch luego lleva a los Beinekes a la mansión de la familia Addams. Al final del musical, Lurch sorprende a todos cantando en voz alta por primera vez.